# Џоун Еванс
Џоун Еванс (енгл. Joan Evans; 22. јун 1893 — 14. јул 1977) била је британска историчарка енглеске и француске средњовековне уметности. Њена приватна колекција је донирана Музеју Викторије и Алберта у Лондону.

## Младост и образовање
Џоун Еванс је рођена у Неш Милсу. Њен отац је био колекционар и бизнисмен Џон Еванс, а мајка његова трећа жена, Марија Милингтон Летбри. Била је полу сестра Артура Еванса који је ископавао Кносос и открио Минојску цивилизацију.
Џоун је приватно школована док није отишла да студира археологију на Универзитет у ОксфордуУниверзитету у Оксфорду. На Оксфорду је завршила мастер студије 1916. године и докторирала 1930. године.

## Публикације
- English Jewellery from the Fifth Century A.D. to 1800, London, Methuen, 1921
- Magical Jewels of the Middle Ages and the Renaissance, particularly in England, Oxford, Clarendon Press, 1922
- Anglo Norman Lapidaries, 1924
- Life in Mediaeval France, Oxford University Press, 1925 (Also in French: Civilisation en France au Moyen Age)
- St Joan of Orleans: scenes from the 15th century "Mystére de Siége d’Orleans", by Peter Studer, selected and translated by Joan Evans, Clarendon Press, 1926
- The Unconquered Knight: a chronicle of the deeds of Don Pero Nino, Count of Buelna, by his standard bearer, Diaz de Gamez, Translated and selected from El Vitorial by Joan Evans, Routledge, 1928
- Pattern, a Study of Ornament in Western Europe from 1180 to 1900, 2 vols, Oxford, Clarendon Press, 1931
- Monastic Life at Cluny, 1931; Archon Books, USA, 1968
- English Posies and Posy Rings: catalogue with introduction by Joan Evans, Oxford University Press, 1931
- English Mediaeval Lapidaries, 1933, by Joan Evans and Mary S. Serjeantson (ed.)
- Nature in Design A Study of Naturalism in Decorative Art, from the Bronze Age to the Renaissance, London, Oxford University Press, 1933
- The Palace of Minos: Index of artefacts, vol. 5, compiled by Joan Evans in collaboration with Sir Arthur Evans, Cambridge University Press, 1936
- The Romanesque Architecture of the Order of Cluny, Cambridge University Press, 1938
- Joinville’s History of Saint Louis, edited by Joan Evans, Gregynog Press, 1937; Oxford University Press, 1938
- Taste and Temperament. A Brief Study of Psychological Types in their relation to the Visual Arts. Jonathan Cape. 1939.
- Chateaubriand: a Biography, Macmillan, 1939
- Time and Chance: The Story of Arthur Evans and his Forebears, 1943
- The Pursuit of Happiness: The Story of Madame de Sérilly 1762–1799, Longmans, Green and Co., 1946
- The Unselfish Egoist: A life of Joseph Joubert, Longmans, Green and Co., 1947
- Art in Mediaeval France, 987–1498, London, Oxford University Press, 1948
- English Art: 1307–1461, Oxford History of English Art, Oxford, Clarendon Press, 1949
- Cluniac Art of the Romanesque Period, Cambridge University Press, 1950; edited, with John Howard Whitehouse
- Style in Ornament, Oxford University Press, 1950
- Dress in Mediaeval France, Oxford, Clarendon Press, 1952
- A History of Jewellery, 1100–1870, Faber & Faber, 1953
- John Ruskin, Jonathan Cape 1954: the first biography of Ruskin to be written by a biographer with access to Ruskin’s own diaries
- The Endless Web: A History of John Dickinson & Co. Ltd., 1804–1954, Jonathan Cape, 1955
- History of the Society of Antiquaries, 1956
- John Ruskin: Diaries, 3 vols., Oxford, Clarendon Press, 1956
- The Lamp of Beauty: Writings on Art by John Ruskin, selected and edited by Joan Evans, Phaidon, Oxford, 1959
- Madame Royale, Museum Press, 1959
- Prelude & Fugue: An Autobiography, London, Museum Press, 1964
- Monastic Architecture in France from the Renaissance to the Revolution, Cambridge University Press, 1964
- The Conways: a History of Three Generations, London, Museum Press, 1966
- The Victorians, Cambridge University Press, 1966
- The Flowering of the Middle Ages, edited by Joan Evans, Thames & Hudson, London, 1966; also in German as Blüte des Mittelalters; and in Spanish, trans. Mireia Bofill, 1988
- Monastic Iconography in France from the Renaissance to the Revolution, Cambridge University Press, 1970